# Liberalernas partiledarval 2022
Liberalernas partiledarval 2022 hölls av Liberalerna på ett extrainsatt landsmöte morgonen den 26 november 2022. Johan Pehrson, som var tillförordnad partiledare, var den enda kandidaten och valdes formellt till partiledare.
Den 8 april 2022 meddelade Nyamko Sabunis sin avgång som Liberalernas partiledare. Det var ett halvår innan riksdagsvalet och hon var starkt ifrågasatt efter låga opinionssiffror och stark intern kritik. Johan Pehrson var då vice ordförande och blev tillförordnad partiledare samma dag. Den korta tiden till valet gjorde det olämpligt med en längre process. Det var helt enligt Liberalernas stadgar och ett extrainsatt landsmöte planerades till hösten, efter valet. Johan Pehrson ledde partiet i den rollen i riksdagsvalet 2022, vilket blev en relativ framgång för Liberalerna, som klarade fyra-procentspärren.